# 橋迫鈴
橋迫 鈴（はしさこ りん、2005年10月6日 - ）は、日本の歌手、アイドル。女性アイドルグループアンジュルムの8期メンバー。
愛知県出身。アップフロントプロモーション所属。

## 略歴
2016年
- 8月17日、川村文乃・横山玲奈・吉田真理恵・西田汐里・山﨑夢羽とともにハロプロ研修生に加入。

2017年
- 5月5日、『Hello! Project 研修生発表会2017 〜春の公開実力診断テスト〜』にて℃-uteの「まっさらブルージーンズ」を披露し、「キャラクター賞」を受賞。

2019年
- 3月 - 5月、『モーニング娘。'19コンサートツアー春 〜BEST WISHES!〜』に、小野琴己・米村姫良々・松永里愛・為永幸音・出頭杏奈とともにオープニングアクト・チャレンジアクトとして帯同。
- 7月3日、アンジュルムへの加入が発表された。
- 11月20日、『私を創るのは私/全然起き上がれないSUNDAY』でアンジュルムとしてメジャーデビュー。

2024年
- 2月14日、春日井製菓の商品「つぶグミ」の発売30周年を記念したハロー!プロジェクトとのコラボレーション企画として結成されたシャッフルユニット・GOODM!Xのメンバーとして、オリジナル楽曲「カモン・ミックス!」を配信リリース。

2025年
- 8月17日、Instagramを開始。

## 人物
- ニックネームは、りんちゃん[1]。メンバーカラーはピュアレッド。
- 血液型O型[2]。身長155.3 cm[9]。
- 趣味は、お菓子作り、文房具集め、ドッキリをすること[2]。
- 本人を含む一家全員が大の爬虫類好きであり、トカゲを5匹、ヘビ、ツノガエルをペットとして飼っている[10]。それが縁で家族で定期購読していた爬虫両生類専門誌『ビバリウムガイド』の巻頭特集ゲストに抜擢され、その際に撮り下ろした写真が表紙に使用された。同雑誌で人の撮り下ろし写真が表紙を飾ったのは初めてである。また、次の号の記事にも登場。爬虫類専門家以外の人間が連続して誌面に登場したのは同雑誌史上初である。
- ファンや他メンバーから、橋迫とその後輩にあたるメンバー達を纏めて「橋迫軍団」と呼ばれることがある[11][12]。発祥は本人ではなく当初は戸惑う様子を見せていたが[13]、その後対決企画などで公式にも使用されるようになっている[14][15]。

## 出演

### モデル
- ヨシフクホノカ×WIND AND SEA（2021年 - ）[16]

### 舞台
- 演劇女子部「遙かなる時空の中で6 外伝 〜黄昏ノ仮面〜」（2019年6月22日、メルパルクホール） - 友情出演[17]

### イベント
- ジャパンレプタイルズショー2022 Summer（2022年8月6日、ツインメッセ静岡北館大展示場）
- 高橋愛バースデーイベント〜ヒーロー38♡になるまでの道（2024年9月23日、TOKYO FMホール） - ゲスト

### 書籍
- ビバリウムガイドNo.95 2021年12月号（2021年11月2日、エムピージェー） - 表紙・巻頭特集
- ビバリウムガイドNo.96 2022年2月号（2022年2月3日、エムピージェー） - iZoo紹介記事
- ビバリウムガイドNo.99 2022年12月号（2022年11月2日、エムピージェー） - 表紙・特集

## 参加ユニット
- アンジュルム（2019年 - ）
- シャッフルユニット
  - ハロプロ・オールスターズ（2020年）
  - GOODM!X→GOODM!X PREMIUM（2024年 - ）